# 장성윤
장성윤(1998년 2월 17일 ~)은 대한민국의 배우다.

## 학력
- 한세대학교 미디어영상광고학과 (휴학)

## 출연 작품

### 드라마
| 연도 | 방송사       | 제목                 | 역할        | 비고     |
| ---- | ------------ | -------------------- | ----------- | -------- |
| 2018 | 웹드라마     | 네멋대로 하는 연애   |             |          |
| 2018 | 웹드라마     | 정확히는 세번입니다  |             |          |
| 2018 | OCN          | 신의 퀴즈: 리부트    | 학생 2      |          |
| 2018 | JTBC         | SKY 캐슬             | 곽미향 아역 |          |
| 2019 | SBS          | 운명과 분노          |             |          |
| 2019 | 네이버TV     | 로봇이 아닙니다      | 주다영      |          |
| 2019 | 웹드라마     | 고스트브로스         | 세경        |          |
| 2020 | TV조선       | 간택 - 여인들의 전쟁 | 홍연        |          |
| 2020 | KBS1         | 누가 뭐래도          | 이은비      |          |
| 2021 | MBC          | 러브씬넘버#          | 이주연      |          |
| 2021 | 티빙         | 어른연습생           |             |          |
| 2022 | MBC          | 트레이서             | 임산부      |          |
| 2022 | SBS          | 오늘의 웹툰          | 이우진      |          |
| 2023 | 와이낫미디어 | 청담국제고등학교     | 김해인      | 웹드라마 |
| 2023 | tvN          | O'PENing - 나를 쏘다 | 김여진      | 단막극   |
| 2025 | Netflix      | 중증외상센터         | 김 간호사   |          |
| 2025 | MBN          | 청담국제고등학교 2   | 김해인      | 10부작   |

### 영화
- 2017년 《장마》
- 2017년 《고장난 하루》
- 2018년 《꿈의 나래》
- 2018년 《지나친 결말》
- 2018년 《지구는 평평하다》
- 2018년 《하루의 경계》
- 2020년 《침입자》 ... 연주 역
- 2020년 《69세》 ... 이 간호사 역
- 2021년 《색다른 그녀》 ... 예리 역
- 2024년 《세기말의 사랑》 ... 미리 역